# Ԧ
Ԧ (minuscule : ԧ), appelé chha cramponné, est une lettre additionnelle de l’alphabet cyrillique qui est utilisée dans l’écriture du tati et du juhuri en Azerbaïdjan.
Il s’agit d’un chha ‹ Һ һ › diacritée d’un crampon.

## Utilisation
En tati et du juhuri en Azerbaïdjan, ԧ représente une consonne fricative pharyngale voisée [ʕ].

## Représentations informatiques
Le chha cramponné peut être représenté avec les caractères Unicode suivants :
| formes    | représentations | chaînes de caractères | points de code | descriptions                               |
| --------- | --------------- | --------------------- | -------------- | ------------------------------------------ |
| capitale  | Ԧ               | Ԧ                     | U+0526         | lettre majuscule cyrillique chha cramponné |
| minuscule | ԧ               | ԧ                     | U+0526         | lettre minuscule cyrillique chha cramponné |